# Gare de Monteils
La gare de Monteils est une gare ferroviaire française, de la ligne de Brive-la-Gaillarde à Toulouse-Matabiau via Capdenac, située au lieu-dit « La Gare » sur le territoire de la commune de Monteils, dans le département de l'Aveyron, en région Occitanie.
Elle est mise en service en 1858 par la Compagnie du chemin de fer de Paris à Orléans (PO).
C'est une halte voyageurs fermée, depuis 2006, de la Société nationale des chemins de fer français (SNCF), qui est remplacée par un service de Transport à la demande (TAD) pour rejoindre la gare ouverte la plus proche.

## Situation ferroviaire
Établie à 243 mètres d'altitude, la gare de Monteils est située au point kilométrique (PK) 283,058 de la ligne de Brive-la-Gaillarde à Toulouse-Matabiau via Capdenac, entre les gares ouvertes de Villefranche-de-Rouergue et de Najac.

## Histoire
La station de Monteils est mise en service le 30 août 1858 par la Compagnie du chemin de fer de Paris à Orléans (PO), lorsqu'elle ouvre à l'exploitation le chemin de fer de Montauban à Capdenac qu'elle a reprise, encore en travaux, le 11 avril 1857 lors du démantèlement de la Compagnie du chemin de fer Grand-Central de France.
La gare est fermée le 10 décembre 2006.

## Service des voyageurs
Gare fermée qui est remplacée par un service de Transport à la demande (TAD) pour rejoindre les gares de Najac ou de Villefranche-de-Rouergue. 

## Patrimoine ferroviaire
L'ancien bâtiment voyageurs et les latrines d'origine appartiennent à un particulier. L'abri de quai et le potelet sont encore visibles.